# Dziurawiec rozesłany
Dziurawiec rozesłany (Hypericum humifusum L.) – gatunek byliny należący do rodziny dziurawcowatych. Występuje w Europie, w Afryce Północnej (Algieria, Maroko) oraz na Maderze i Azorach. W Polsce niezbyt częsty. 

## Morfologia

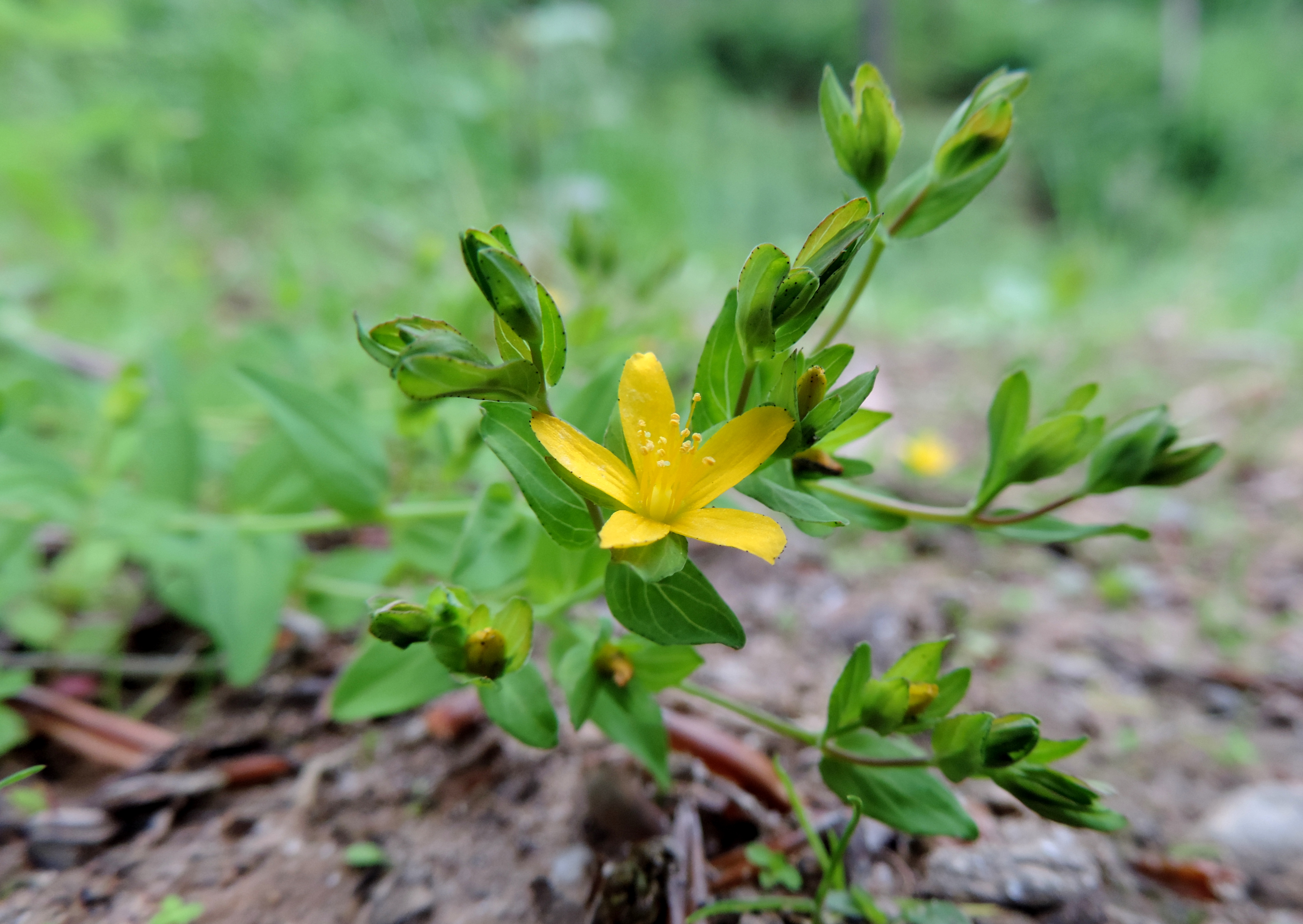
Kwitnący pęd

ŁodygaCienka, płożąca się lub podnosząca, o długości 5–15 (25) cm. Jest pusta wewnątrz i posiada dwie podłużne linie. Występują na niej czarne i czerwone gruczołki.
KwiatyŻółte, o średnicy do 1 cm. Kielich złożony z 5 wolnych, podługowatych działek, czasami gruczołkowato ząbkowanych. 5 jednakowych płatków korony, w środku pojedynczy słupek z 3–5 szyjkami i 15–20 pręcików zrośniętych w nasadzie w kilka pęczków.
OwoceTorebki.

## Biologia i ekologia
Bylina, chamefit. Występuje na polach, łąkach, nieużytkach i rowach oraz w widnych lasach. W klasyfikacji zbiorowisk roślinnych gatunek charakterystyczny dla związku (All.) Radiolion linoidis. Kwitnie od czerwca do października.

## Zastosowanie
- Roślina lecznicza. Własności lecznicze i działanie podobne, jak dziurawca zwyczajnego.